# Јапанска инвазија Манџурије
Јапанска инвазија Манџурије била је војна операција коју је извршила Квантуншка армија Јапанског царства на регион Манџурије у Републици Кини 18. септембра 1931, одмах након инцидента у Мукдену, догађаја под лажном заставом који је организовало јапанско војно особље као изговор за инвазију. На крају рата, фебруара 1932, Јапанци су успоставили марионетску државу Манџукуо. Окупација је трајала до средине августа 1945, пред крај Другог светског рата, а окончана је налетом војски Совјетског Савеза и Монголије током Манџуријске стратешке офанзивне операције.
Железничка зона Јужне Манџурије и Корејско полуострво били су под контролом Јапанског царства од Руско-јапанског рата 1904–1905. Текућа индустријализација и милитаризација Јапана обезбедиле су његову растућу зависност од увоза нафте и метала из САД. Санкције САД које су спречиле трговину са Сједињеним Државама (које су окупирале Филипине отприлике у исто време) довеле су до тога да Јапан даље шири своју експанзију на територији Кине и југоисточне Азије. Инвазија на Манџурију, или инцидент на мосту Марка Пола 7. јула 1937. године, понекад се наводе као алтернативни датуми почетка Другог светског рата, за разлику од уобичајено прихваћеног датума 1. септембра 1939. године.
Пошто је инвазија привукла велику међународну пажњу, Лига народа је произвела Литонову комисију (на челу са британским политичарем Виктором Булвер-Литоном) да процени ситуацију, а та организација је своје налазе доставила у октобру 1932. Њени налази и препоруке које је јапанска марионетска држава Манџукуо није била призната и повратак Манџурије под кинески суверенитет подстакао је јапанску владу да се потпуно повуче из Лиге.

## Позадина
Мањи спор познат као Ванпаошански инцидент између кинеских и корејских фармера догодио се 1. јула 1931. Ово питање је било веома сензационализовано у царској јапанској и корејској штампи и искоришћено за значајан пропагандни ефекат за повећање антикинеског расположења у Јапанском царству. Следећи, 18. септембра 1931. био је Мукденски инцидент, за који је касније откривено да је био операција под лажном заставом.
Верујући да би сукоб у Манџурији био у најбољем интересу Јапана, и делујући у духу јапанског концепта гекокуџо, пуковник Квантуншке армије Сејширо Итагаки и потпуковник Канџи Ишивара самостално су осмислили план да испровоцирају Јапан да нападне Манџурију организовањем инцидента са лажном заставом под изговором инвазије.
Првобитно је планирано да се операција изведе 28. септембра, али је датум промењен на 18. септембар. Када је 1. поручник Суемори Комото из Независне гарнизонске јединице 29. пешадијског пука (који је чувао пругу Јужне Манџурије) поставио експлозив близу шина, али довољно далеко да не направи праву штету. Око 22:20 часова 18. септембра експлозив је експлодирао. Међутим, експлозија је била мања и оштећен је само део од 1,5 метара са једне стране шине. У ствари, воз из Чангчуна је без потешкоћа прошао поред локације на овој оштећеној прузи и стигао у Шенјанг у 22:30 часова.
Ујутро 19. септембра, два артиљеријска оруђа постављена у официрском клубу Шенјанг отворила су ватру на оближњи кинески гарнизон, као одговор на наводни кинески напад на железницу. Мале ваздушне снаге Џанг Сјуелијанга су уништене, а његови војници су побегли из својих уништених касарни Бејдинг, пошто је пет стотина јапанских војника напало кинески гарнизон од око седам хиљада. Кинеске трупе нису биле пар са искусним јапанским трупама. До вечери су борбе биле завршене, а Јапанци су заузели Шенјанг по цену од пет стотина живота Кинеза и само два живота Јапанаца, чиме су започели већу инвазију на Манџурију.
Почетком 1932. догодио се инцидент 28. јануара 1932. у Шангају, а затим је у мају 1932. убијен јапански премијер (ово је смањило цивилно оријентисану владавину у Јапану).

## Иницијална анексија
Дана 18. септембра 1931, јапански царски генералштаб, који је одлучио за политику локализације инцидента, саопштио је своју одлуку команди Квантуншке армије. Међутим, главнокомандујући Квантуншке армије генерал Шигеру Хонџо је уместо тога наредио својим снагама да наставе са ширењем операција дуж пруге Јужне Манџурије. У рано јутро 19. септембра, 29. пешадијски пук је ушао у Мукден и савладао кинеске снаге које су пружале отпор, заузевши унутрашње зидине града. У исто време, 2. батаљон је заузео Пеи Та Јинг, суочавајући се са тврдоглавим отпором, пре него што је прешао на Тунг Та Јинг. Након тога, 2. дивизија је такође послата и истерала је преостале кинеске трупе из источне области Мукдена. У међувремену, 1. батаљон је ангажовао кинеске снаге код Куан Ченг Цеа, близу Чангчуна. Истог дана, као одговор на захтев генерала Хонђоа, Чосен армија у Кореји под генералом Сенђуро Хајашијем наредила је 20. пешадијској дивизији да подели своје снаге, формирајући 39. мешовиту бригаду, која је тог дана отишла у Манџурију без одобрења цара. До краја 19. септембра Јапанци су заузели Јингкоу, Љаојанг, Шенјанг, Фушун, Дандонг, Сипинг (провинција Ђилин) и Чангчун. Следећег дана, командант кинеске 2. армије, Ван Шу Ченг, наредио је повлачење 44. и 643. пука, који су тада били стационирани у Тачингу, назад у Тјенцин.
Јапанци су 21. септембра заузели град Ђилин. Јапанци су 23. септембра заузели Ђаохе (провинција Ђилин) и Дунхуа. Дана 26. септембра, гувернер Кирина, Џанг Цуокјанг, је свргнут, а "Привремена покрајинска влада Кирина" проглашена је са Си Кјаом као вршиоцем дужности председавајућег. Ова нова влада је била пријатељски настројена према Јапанцима и дозволила им је да бескрвно заузму град Кирин. Већина осталих покрајинских функционера је задржана на претходним функцијама. Дана 1. октобра, Џанг Хајпенг је предао област Таонан. Негде у октобру, Ји Ксинг је предао област аутономне префектуре Јанбјан Кореје, а 17. октобра Ју Зхисхан је предао источни Љаонинг Јапанцима.
Токио је био шокиран вестима да војска делује без наређења централне владе. Јапанска цивилна влада је доведена у неред овим чином непослушности „гекокујо“, али како су почели да стижу извештаји о једној брзој победи за другом, осећала се немоћном да се супротстави војсци, па је њена одлука била да одмах пошаље још три пешадијске дивизије из Јапан, почевши од 14. мешовите бригаде 7. дивизије ИЈА. Током ове ере, изабрана влада је могла да буде талац војске и морнарице, пошто су припадници војске и морнарице били по уставу неопходни за формирање кабинета. Без њихове подршке, влада би се срушила.

## Сецесионистички покрети
Након што је влада провинције Љаонинг побегла из Мукдена, заменио ју је „Комитет за очување народа“ који је прогласио отцепљење провинције Љаонинг од Републике Кине. Друге сецесионистичке покрете организовао је у Кирину, који су окупирали Јапанци, генерала Си Ћи, шеф царске војске Манџукуа, а у Харбину генерал Чанг Чингуеј. Почетком октобра, у Таонану у северозападној провинцији Љаонинг, генерал Џанг Хајпенг је прогласио свој округ независним од Кине, у замену за пошиљку великог броја војних залиха од стране јапанске војске.
Дана 13. октобра, Џанг Хајпенг је наредио три пука царске војске Манџукуа под вођством генерала Сју Ђинглонга на северу да заузму главни град провинције Хејлонгђанг у Ћићихару. Неки елементи у граду понудили су да мирно предају стари град опасан зидинама, а Чанг је опрезно напредовао да прихвати. Међутим, његову претходницу су напале трупе генерала Доу Љанфанга, и у дивљачкој борби са инжењеријском четом која је бранила северну обалу, послата је у бекство са великим губицима. Током ове борбе, железнички мост Ненкјанг је миниран од стране трупа лојалних генералу Ма Џаншану како би спречиле његову употребу.

## Отпор јапанској инвазији
Користећи поправку моста на реци Нен као изговор, Јапанци су почетком новембра послали групу за поправку под заштитом јапанских трупа. Избиле су борбе између јапанских снага и трупа лојалних вршиоцу дужности гувернера провинције Хејлонгђанг муслиманском генералу Ма Џаншану, који је одлучио да не послуша забрану владе Куоминтанга о даљем отпору јапанској инвазији.
Упркос томе што није успео да задржи мост, генерал Ма Џаншан је постао национални херој у Кини због свог отпора на мосту Ненкјанг, о чему је нашироко извештавана кинеска и међународна штампа. Публицитет је инспирисао више добровољаца да се упишу у Антијапанске добровољачке армије.
Поправљени мост омогућио је даље напредовање јапанских снага и њихових оклопних возова. Додатне трупе из Јапана, посебно 4. мешовита бригада из 8. дивизије, послате су у новембру.
Дана 15. новембра 1931. године, упркос томе што је од 5. новембра изгубио више од 400 људи и 300 рањених, генерал Ма је одбио јапански ултиматум да преда Ћићихар. Дана 17. новембра, у времену испод нуле, 3.500 јапанских војника, под командом Ђироа Тамона, кренуло је у напад, присиљавајући генерала Маа из Ћићихара до 19. новембра.

## Операције на југу североисточне Кине
Крајем новембра 1931, генерал Хонђо је послао 10.000 војника у 13 оклопних возова, у пратњи ескадриле бомбардера, у напредовању на Ђинџоу из Мукдена. Ове снаге су напредовале на 30 километара од Ђинџоуа када су добиле наређење да се повуку. Операцију је отказао јапански министар рата генерал Ђиро Минами, због прихватања модификованог облика предлога Лиге народа да се „неутрална зона“ успостави као тампон зона између саме Кине и Манџурије у очекивању будућег кинеско-јапанске мировне конференције цивилне владе премијера Барона Вакацукија у Токију.
Међутим, две стране нису успеле да постигну трајни споразум. Влада Вакацукија је убрзо пала и замењена је новом владом коју је предводио премијер Инукаи Цујоши. Даљи преговори са владом Куоминтанга нису успели, јапанска влада је одобрила појачање трупа у Манџурији. У децембру је остатак 20. пешадијске дивизије, заједно са 38. мешовитом бригадом из 19. пешадијске дивизије, послат у Манџурију из Кореје, док је 8. мешовита бригада из састава 10. пешадијске дивизије послата из Јапана. Укупна снага Квантуншке армије је тако повећана на око 60.450 људи.
Са овом јачом снагом, јапанска војска је 21. децембра објавила почетак великих анти-бандитских операција у Манџурији како би угушила растући покрет отпора локалног кинеског становништва у провинцијама Љаонинг и Кирин.
У Кини је 28. децембра формирана нова влада након што су сви чланови старе владе у Нанкингу поднели оставке. Ово је бацило војну команду у пометњу, а кинеска војска се повукла западно од Великог зида у провинцију Хебеј, понижавајући потез који је умањио међународни имиџ Кине. Јапанске снаге заузеле су Ђинџоу 3. јануара 1932. године, након што су се кинески браниоци повукли без борбе.

## Окупација североисточне Кине
Пошто је јужна Манџурија била сигурна, Јапанци су се окренули на север како би довршили окупацију Манџурије. Пошто су преговори са генералима Ма Џаншаном и Динг Чаом о преласку на пројапанску страну пропали, почетком јануара пуковник Кенџи Доихара је затражио колаборационистичког генерала Ћи Сија да унапреди своје снаге и заузме Харбин.
Последњу велику кинеску регуларну снагу у северној Манџурији предводио је генерал Динг Чао који је успешно организовао одбрану Харбина од генерала Сија до доласка јапанске 2. дивизије под командом Ђироа Тамона. Јапанске снаге заузеле су Харбин 4. фебруара 1932. године.
До краја фебруара Ма је тражио услове и придружио се новоформираној влади Манџукуа као гувернер провинције Хејлонгђанг и министар рата.
Дана 27. фебруара 1932. Динг је понудио да прекине непријатељства, окончавајући званични кинески отпор у Манџурији, иако су борбе герилских и нерегуларних снага настављене док је Јапан провео много година у својој кампањи да пацификује Манџукуо.

## Утицај на јапански фронт
Освајање Манџурије, земље богате природним ресурсима, нашироко се сматрало економским „спасом“ за спас Јапана од ефеката Велике депресије, што је изазвало велику подршку јавности. Америчка историчарка Луиз Јанг описала је Јапан од септембра 1931. до пролећа 1933. године захваћеног „ратном грозницом“, пошто се освајање Манџурије показало као изузетно популаран рат. Метафора „пута спаса“ сугерисала је да је Манџурија била кључна за функционисање јапанске привреде, што објашњава зашто је освајање Манџурије било тако популарно и зашто је касније јапанско јавно мњење било тако непријатељско према било каквом предлогу да се Манџурија пусти.
У то време, цензура у Јапану није била ни приближно тако строга као што је касније постала, а Јанг је приметио: „Да су желели, било би могуће 1931. и 1932. да новинари и уредници изражавају антиратна осећања“. Либерални часопис „Каизо” критиковао је рат са новинаром Гото Шинобуом у издању из новембра 1931. оптужујући Квантуншку армију за „двоструки државни удар“ против владе у Токију и против владе Кине. Гласови попут „Каизоа” били су мањина јер су мејнстрим новине попут „Асахија” убрзо откриле да антиратна уредничка позиција штети продаји, па су се пребацили на агресивно милитаристичку уређивачку позицију као најбољи начин да повећају продају. Најпознатија јапанска пацифисткиња, песникиња Акико Јошано, изазвала је сензацију 1904. године својом антиратном песмом „Брате, не дај свој живот“, упућеном њеном млађем брату који је служио у царској војсци, која је рат са Русијом назвала глупим и бесмисленим. Толико је била „ратна грозница“ у Јапану 1931. године да је чак и Акико подлегла, написавши песму 1932. у којој је хвалила бушидо, позивајући Квантуншку армију да „разбије прожете снове о компромису“ и изјавио да је смрт за цара у борби била „најчистији“ чин који би Јапанац могао да изведе.

## Спољни ефекат
Западни медији су извештавали о догађајима са извештајима о зверствима као што су бомбардовање цивила или пуцање на преживеле. То је изазвало знатну антипатију према Јапану, која је трајала до краја Другог светског рата.
Када је Литонова комисија објавила извештај о инвазији, упркос њеним изјавама да је Кина у извесној мери испровоцирала Јапан, а кинески суверенитет над Манџуријом није био апсолутан, Јапан је то схватио као неприхватљив укор и повукао се из већ опадајуће Лиге народа, што је такође помогло у стварању међународне изолације.
Манџуријска криза је значајно негативно утицала на моралну снагу и утицај Лиге народа. Као што су критичари предвиђали, Лига је била немоћна ако јака нација одлучи да води агресивну политику против других земаља, дозвољавајући земљи као што је Јапан да изврши очигледну агресију без озбиљних последица. Адолф Хитлер и Бенито Мусолини су такође били свесни тога, и на крају су обојица следили пример Јапана у агресији на своје суседе |publisher=у случају Италије, против Етиопије (1935–1937); и Немачке, против Чехословачке (1938–1939) и Пољске (1939).